# Generaal-gouvernement

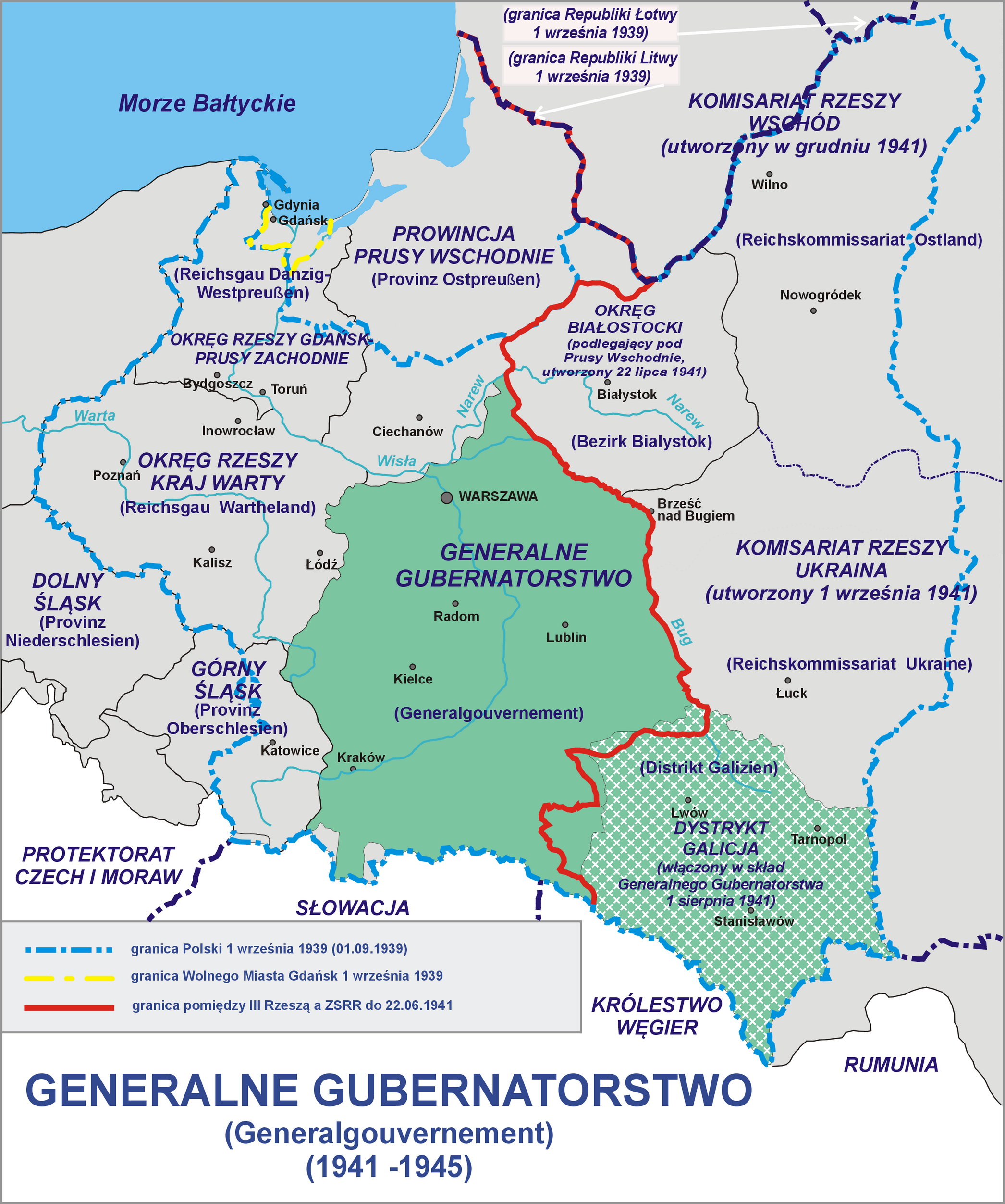
Het gebied van het Generaal-gouvernement in 1945 (na ongedaan maken verdrag van Versailles, gebieden afgestaan aan de USSR, en vóór de verschuiving van Polen naar het westen (annexatie van Pruisen en Duitse gebieden)

Het Generaal-gouvernement of Gouvernement-generaal (Duits: Generalgouvernement für die besetzten polnischen Gebiete) was een gebiedsdeel van Polen dat door nazi-Duitsland tijdens de Tweede Wereldoorlog wel bezet, maar niet geannexeerd was.
Het Generaal-gouvernement bestond vanaf 26 oktober 1939 en bestond uit de districten Krakau, Radom, Warschau en Lublin, vanaf 1 augustus 1941 aangevuld met Galicië. Het Generaal-gouvernement had een oppervlakte van 142.000 km² en ongeveer 12 miljoen inwoners. Het bestond tot 1945.

## Bezettingsregime
In het Generaal-gouvernement liet de Duitse bezetter zich van zijn meest barbaarse kant zien. Doel van de bezettingsmacht was om het gebied vrij te maken van Joden. Voor de Polen was een ondergeschikte rol voorzien onder Duitse heerschappij. Volgens een notitie van Heinrich Himmler, chef van de SS en de Duitse politie was voor de Polen vierjarig onderwijs voldoende:
Für die nicht-deutsche Bevölkerung des Ostens darf es keine höhere Schule geben, als die vierklassige Volksschule. Das Ziel dieser Volksschule hat lediglich zu sein: Einfaches Rechnen bis höchstens 500, Schreiben des Namens, eine Lehre, dass es ein göttliches Gebot ist den Deutschen gehorsam zu sein, und ehrlich, fleißig und brav zu sein. Lesen halte ich nicht für erforderlich. Außer dieser Schule darf es im Osten überhaupt keine Schule geben [...].
ofwel:
Voor de niet-Duitse bevolking in het oosten mag er geen hogere school zijn dan de vierjarige volksschool. Het doel van deze volksschool moet slechts zijn: eenvoudig rekenen tot hoogstens 500, schrijven van de naam, een leer, dat het een goddelijk gebod is de Duitsers gehoorzaam te zijn, en eerlijk, vlijtig en braaf te zijn. Lezen beschouw ik niet als noodzakelijk. Buiten deze school mag er in het oosten sowieso geen school zijn [...].
Gouverneur-Generaal werd Hans Frank, die het Generaal-gouvernement vanuit Krakau bestuurde. Op langere termijn voorzag Himmler dat het Generaal-gouvernement zou worden gekoloniseerd door Duitse kolonisten, volgens het Generalplan Ost. Een proefgebied in de regio rond de stad Zamość werd al tijdens de oorlog klaargemaakt voor kolonisatie waarbij de Poolse bevolking werd verdreven (een deel werd ter plekke gedood) en vervangen door voornamelijk Volksduitsers.
In het gebied van het Generaal-gouvernement lagen vier vernietigingskampen: Bełżec, Sobibór, Treblinka en Majdanek. Gedurende de Duitse bezetting kwamen 6 miljoen Poolse inwoners om het leven. Daarvan werden 3 miljoen Joden doelbewust vermoord; het aantal direct vermoorde Polen is nog altijd onderwerp van onderzoek en discussie. Veel van hen werden slachtoffer van Sovjetterreur (1939-1941), van Galicische nationalisten (1941-1944), van oorlogsgeweld, van ziekte en hongersnood, maar voor het grootste deel van SS-terreur.

## Verzet en collaboratie
Het Generaal-gouvernement, het district Galicië uitgezonderd, was het enige bezette gebied in Europa zonder grootschalige collaboratie, met name omdat de Duitsers geen pogingen deden om de Polen voor hun zaak te winnen en iedere politieke activiteit onderdrukten. In plaats van op de Polen vertrouwde het Duitse bestuur op de grote inheemse Duitse gemeenschap die, al dan niet vrijwillig, werd ingelijfd in paramilitaire organisaties. Polen tussen de 18 en 65 jaar werden gedwongen tewerkgesteld in de Baudienst im Generalgouvernement. In Galicië, dat in augustus 1941 als district aan het Generaal-gouvernement werd toegevoegd maar met relatief zachte hand werd bestuurd, was de collaboratie onder vooral de Oekraïense (Galicische) bevolking aanzienlijk.
Het verzet tegen de Duitsers kwam vrijwel direct tot stand. De belangrijkste verzetsbeweging was de Armia Krajowa of AK, die goede contacten onderhield met de Poolse regering in Londen. De AK bestond voornamelijk uit soldaten van het vooroorlogse Poolse leger, aangevuld met vrijwilligers. Naast de AK bestond de veel kleinere communistische Armia Ludowa AL. De communisten speelden in het verzet echter een ondergeschikte rol: de Polen waren niet vergeten dat Polen door de Sovjet-Unie in 1939 in de rug was aangevallen.
In april 1943 begonnen de Duitsers met de deportatie van de overgebleven Joden uit getto van Warschau. Dit leidde tot de opstand in het getto van Warschau van de Joden met enige steun van de AK (19 april - 16 mei).

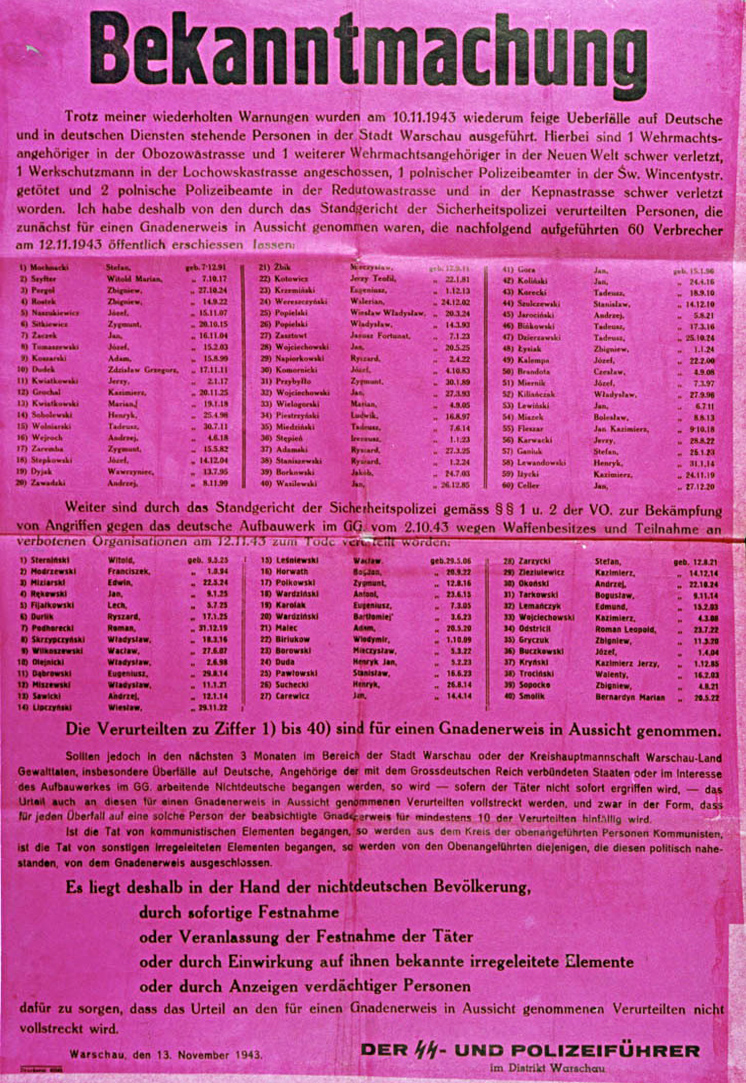
Bekendmaking van het fusilleren van 100 Polen als strafmaatregel

## Het einde
In juli 1944, toen de Sovjet-Unie het Generaal-gouvernement was binnengetrokken, riep de Poolse regering in ballingschap op tot de Opstand van Warschau met als doel de Duitsers te verdrijven en een bevrijd Warschau aan het Rode Leger te presenteren. Nu werkten nazi-Duitsland en de Sovjet-Unie nog één keer samen tegen de Polen: het Rode Leger stopte de opmars en liet de Duitsers de opstand neerslaan. Hierbij werden 150.000 tot 200.000 inwoners van Warschau door de Duitsers vermoord en werden alle gebouwen die maar enigszins van belang waren (alle kerken, kloosters, overheidsgebouwen en de meeste woningen) met de grond gelijk gemaakt. Pas in januari 1945 stak het Rode Leger de Wisła over en verdreef de laatste Duitsers uit de totaal verwoeste stad. De restanten van het Generaal-gouvernement werden in 1945 veroverd door het Rode Leger.
Hans Frank werd in mei 1945 door Amerikaanse troepen gevangengenomen. Bij het proces van Neurenberg stelde Frank zich coöperatief op en voorzag het tribunaal van veel documentatie. Hij werd schuldig bevonden aan oorlogsmisdaden en misdaden tegen de menselijkheid. Op 16 oktober 1946 werd hij opgehangen.

## Ambtsbekleders
Gouverneur-Generaal van Polen
- Hans Frank (26 oktober 1939 - 17 januari 1945) 
  - Plaatsvervanger Arthur Seyss-Inquart (september 1939 – mei 1940)
  - Plaatsvervanger Josef Bühler (8 maart 1940 - 18 januari 1945)

Het Generalgouvernement bestond uit 12 departementen:
- I Hauptabteilung Innere Verwaltung
  - Friedrich Siebert (oktober 1939 - september 1940)
  - Ernst Kundt (september 1940 - november 1940)
  - Eberhard Westerkamp (november 1940 - januari 1942)
  - Ludwig Siebert (februari 1942 - januari 1943)
  - Ludwig Losacker (januari 1943 - oktober 1943)
  - Harry Georg von Crausshaar (november 1943 - 1945)

- II Hauptabteilung Finanzen
  - Alfred Spindler (maart 1940 - 1 januari 1942)
  - SS-Oberführer Hermann Senkowski (1 januari 1942 - januari 1945)

- III Hauptabteilung Justiz
  - Kurt Wille (mei 1942 - 1945)

- IV Hauptabteilung Wirtschaft
  - Richard Zetsche (december 1939 - juni 1940)
  - Walter Emmerich (juni 1940 - januari 1945)

- V Hauptabteilung Ernahrung und Landwirtschaft

- VI Hauptabteilung Forsten
  - Kurt Eissfeldt (oktober 1939 - 1945)

- VII Hauptabteilung Arbeit
  - Max Frauendorf (november 1939 - november 1942)
  - Alexander Rhetz (november 1942 - augustus 1943)
  - Wilhelm Struve (augustus 1943 - 1945)

- VIII Hauptabteilung Propaganda
  - Max du Prel (oktober 1939 - juli 1940)

- IX Hauptabteilung Wissenshaft und Unterricht

- X Hauptabteilung Bauwesen
  - Theodor Bauder (augustus 1940 - 1945)

- XI Hauptabteilung Eisenbahn
  - Hellmut Körner (oktober 1939 - december 1942)
  - Karl Naumann (december 1942 - 1945)

- XII Hauptabteilung Post
  - Richard Lauxmann (oktober 1939 - januari 1945)